# (38676) 2000 PR15
2000 PR15 (asteroide 38676) é um asteroide da cintura principal. Possui uma excentricidade de 0.30036890 e uma inclinação de 2.85986º.
Este asteroide foi descoberto no dia 1 de agosto de 2000 por LINEAR em Socorro.